# Orbán von Nagylúcse
Orbán von Nagylúcse oder Urban Dóczi (* 15. Jahrhundert in Nagy-Luche, Ungarn; † 1493 in Erlau) war königlicher Schatzmeister, Kronhüter und Statthalter von Ungarn. Weiters war er Bischof von Raab und Erlau. Von 1488 bis 1490 war er Administrator des Bistums Wien.

## Leben
Urban Dóczi wurde in Nagy-Luche, nahe der Insel Schütt in Ungarn geboren.
Matthias Corvinus ernannte den Diplomaten zum königlichen Schatzmeister, Kronhüter und 1481 zum Statthalter. Matthias nominierte ihn 1483 zum Bischof von Raab und 1486 von Erlau. Dóczi half Matthias bei kriegerischen Unternehmungen wie der Belagerung von Hainburg mit 5000 Mann und hohen Geldsummen sowie bei der Einnahme von Wien und Wiener Neustadt. 1470 kam es zu Meinungsverschiedenheiten zwischen Kaiser Friedrich III. und Matthias Corvinus, die 1477 in eine formelle Kriegserklärung mündeten. Der Türkenkrieg beschäftigte ihn jedoch bis zum Tod Sultan Mehmeds II. im Jahre 1481. Matthias schloss 1483 mit den Osmanen einen Waffenstillstand und begann den Kampf um Wien. Im Herbst 1482 war Wien von den Ungarn belagert. 1484 nahmen die Ungarn Bruck an der Leitha ein und belagerten Korneuburg. 1483 mussten die Wiener Tribut an die Ungarn zahlen, um ungestört die Traubenernte einbringen zu können. Die Bürger von Wien schlossen ohne die Einwilligung von Kaiser Friedrich III. gemeinsam mit der Universität Wien am 21. Mai 1485 einen Waffenstillstand mit Matthias. Einem Bericht des Humanisten Wolfgang Lazius zufolge hatte Matthias die Absicht, das Wiener Bistum aufzuheben. 1485 oder 1486 soll er mit diesem Ansinnen an das Domkapitel getreten sein.
Nach dem Tod des Administrators Bernhard von Rohr änderte er seine Meinung und bestellte den Bischof von Erlau Urban Dóczi zum neuen Administrator von Wien. Papst Innozenz VIII. bestätigte ihn durch eine am 20. April 1488 in Wien veröffentlichte Bulle. Aus dem Wirken Dóczis in seinem neuen Bistum Wien ist nur eine Verordnung aus dem Jahre 1489 bekannt, die das Fest der Unbefleckten Empfängnis Mariens zum Feiertag erklärte. Dieser Tag war bisher nur im Chor des Stephansdoms und von der Universität Wien gefeiert worden. Nach dem Tod seines Protektors König Matthias am 6. April 1490 – Dienstag der Karwoche – mit 46 Jahren gab Dóczi seine Wiener Administratur nach nur zwei Jahren wieder auf und ging nach Ungarn zurück, wo er 1493 in seinem Bistum Erlau starb.